# Жак фаталіст і його пан
«Жак-фаталіст і його пан» (фр. Jacques le fataliste et son maître) — роман французького письменника Дені Дідро, який він написав від 1765 до 1780 року. Перше французьке видання вийшло посмертно в 1796 році, проте до цього роман був відомий у Німеччині завдяки частковому перекладу Гете, який з'явився 1785 року і був ретрансльований на французьку в 1793 році, як і повний німецький переклад Міліуса 1792 року.

## Сюжет
Основна тема роману - це стосунки між камердинером Жаком і його господарем, ім'я якого Дідро не називає. Господар разом з камердинером вирушає в подорож, про місце призначення якої автор каже розпливчасто, і щоб розвіяти нудьгу довгого шляху, змушує Жака розповідати історії своїх любовних пригод. Історії Жака постійно перериваються появою інших персонажів і різними комічними непорозуміннями. Інші персонажі роману теж розповідають свої історії, які, в свою чергу, постійно перериваються різними подіями. У книзі також час від часу з'являється «читач», який у міру читання книги періодично перериває оповідача своїми питаннями, запереченнями, вимогами додаткових подробиць. Історії, що їх розповідають герої, зазвичай просякнуті гумором і присвячені любові та сексу.
Основою філософії Жака є переконання, що все, що відбувається у світі, добро чи зло, вже наперед записане «нагорі» у великому сувої, який з часом потроху розгортається. Попри це переконання, Жак надає великого значення своїм вчинкам і не є пасивним спостерігачем. Критики, такі як Роберт Лой (J. Robert Loy), характеризували філософію Жака не як фаталізм, а як детермінізм .
Книга сповнена суперечливих персонажів та інших проявів дуалізму. Одна з історій розповідає про двох військових, які настільки схожі один на одного, що через це постійно б'ються на дуелях і ранять один одного, хоча і є найліпшими друзями. Інша історія розповідає про Отця Гадсона, інтелектуала й здібного реформатора церкви, та одночасно найбільш розпусного персонажа книги. Навіть Жак і його господар виходять за межі ролей, які їм належать за соціальним статусом. Жак насміхаючись доводить, що господар не зможе без нього прожити, а значить Жак є господар, а господар є слуга.
Історія кохання Жака запозичена з роману Лоренса Стерна «Життя і думки Трістрама Шенді, джентльмена», чого Дідро не приховував. Впродовж усього твору оповідач постійно насміхається над сентиментальними романами і розповідає, як більш реалістично розвивалися б події в житті. В інших місцях він втомлюється розповідати й надає читачеві самому додумати деякі деталі.

## Літературна значимість і критика
Критика сприйняла роман неоднозначно. Французькі критики кінця XVIII і початку XIX століття відгукнулися про нього несхвально, вважаючи, що він наслідує Рабле і Лоренса Стерна і є надмірно непристойним. Сприятливе враження книга справила на німецьких романтиків, які змогли ознайомитися з нею набагато раніше від французів. Шиллер ставився до роману з великою повагою і рекомендував його Гете, який теж його любив. Фрідріх Шлегель доброзичливо відгукнувся про роман у своїх критичних статтях, вважаючи його ідеалом дотепності. Стендаль, відзначаючи недоліки роману, тим не менш, вважав його чудовим і зразковим твором. Критики XX століття, такі, як Лео Спітцер і Роберт Лой, були схильні розглядати роман як ключовий твір у традиції Сервантеса і Рабле, звертаючи увагу на його величезну різноманітність, а не на здатність дати відповідь на філософські питання.

## Адаптації
Саме «Жака Фаталіста» найчастіше адаптують серед праць Дідро.
- Робер Брессон екранізував окрему історію Мадам де ля Поммерає у своєму фільмі 1945 року Дами Булонського лісу (1945). Діалоги для фільму написав Жан Кокто.
- 1971 року Мілан Кундера переписав роман у формі п'єси під назвою Jacques et son maître. У своєму ессе The Art of the Novel Кундера називає Жака Фаталіста одним із шедеврів форми.
- У 2018 році французький кінорежисер Еммануель Муре поставив за романом фільм «Мадемуазель де Жонк'єр» з Сесіль де Франс у головній ролі.[4]

## Українські переклади
Першим, хто переклав "Жака фаталіста" українською мовою був Валер'ян Підмогильний. Той переклад вийшов друком на початку 1930-х років, але до читача не дійшов, бо Підмогильного якраз тоді заарештували й разом вилучили книги з його ім'ям. А читачі побачили той варіант лише 2007 року.
1970 року у видавництві "Сучасність" вийшов переклад Івана Кошелівця під назвою "Жак фаталіст і його пан". 